# Pamela S. Soltis
Pamela S. "Pam" Soltis (13 de noviembre de 1957 ) es una botánica estadounidense. Es Profesora Asistente, y curadora del Laboratorio de Sistemática Molecular y Genética Evolutiva, del Museo de Historia Natural de Florida, Universidad de Florida. Y en 2014, en el Departamento de Biología, del Reed College, Portland.
En 1996, obtuvo el Ph.D. por la Universidad de Kansas.
Realiza investigaciones en la familia Costaceae en evolución molecular, desarrollo floral, y biogeografía. Publica habitualmente en Anales del Jardín Botánico de Misuri.

## Algunas publicaciones
- miao Sun, douglas e. Soltis, pamela s. Soltis, xinyu Zhu, j gordon Burleigh, zhiduan Chen. 2015. Deep phylogenetic incongruence in the angiosperm clade Rosidae. Mol. Phylogenet. Evol. 83: 156-166

- shuang Tian, shu-qing Lei, wan Hu, ling-li Deng, bo Li, qing-lin Meng, douglas e. Soltis, pamela s. Soltis, deng-mei Fan, zhi-yong Zhang. 2015. Repeated range expansions and inter-/postglacial recolonization routes of Sargentodoxa cuneata (Oliv.) Rehd. et Wils. (Lardizabalaceae) in subtropical China revealed by chloroplast phylogeography. Mol. Phylogenet. Evol. 27 (85): 238-246

- e.v. Mavrodiev, m. Chester, v.n. Suárez-Santiago, c.j. Visger, r. Rodriguez, a. Susanna, r.m. Baldini, pamela s. Soltis, d.e. Soltis. 2015. Multiple origins and chromosomal novelty in the allotetraploid Tragopogon castellanus (Asteraceae). New Phytol doi: 10.1111/nph.13227

- j. Deng, b.t. Drew, e.v. Mavrodiev, m.a. Gitzendanner, pamela s. Soltis, d.e. Soltis. 2015. Phylogeny, divergence times, and historical biogeography of the angiosperm family Saxifragaceae. Molecular Phylogenetics and Evolution 83:86–98 resumen en línea

- n.j. Wickett, s. Mirarab, n. Nguyen, t. Warnow, e. Carpenter, n. Matasci, s. Ayyampalayam, m.s. Barker, j.g. Burleigh, m.a. Gitzendanner, b.r. Ruhfel, e. Wafula, j.p. Der, s.w. Graham, s. Mathews, m. Melkonian, d.e. Soltis, pamela s. Soltis, n.w. Miles, et al. 2014. Phylotranscriptomic analysis of the origin and early diversification of land plants. PNAS, Proc. National Academy of Sci. 111 (45): E4859–E4868

- richard j.a. Buggs, jonathan f. Wendel, jeffrey j. Doyle, douglas e. Soltis, pamela s. Soltis, jeremy Coate. 2014. The legacy of diploid progenitors in allopolyploid gene expression patterns. Philosophical Trans. of the Royal Society B 369 resumen en línea

- d.e. Soltis, m.c. segovia-Salcedo, i. jordon-Thaden, l. Majure, n.m. Miles, e.v. Mavrodiev, w. Mei, m.b. Cortez, pamela s. Soltis, m.a. Gitzendanner. 2014. Are polyploids really evolutionary dead-ends (again)? A critical reappraisal of Mayrose et al. (2011). New Phytologist 202: 1105–1117. doi: 10.1111/nph.12756 resumen en línea

- pamela s. Soltis, g.t. Godden. 2014. DNA Banks, Specimen Records, and GenBank Numbers: Toward an Integrated Network of Genetic Resources. Presentación al Simposio del Botany meeting, Boise, Idaho, 26-30 de julio

- ---------------------, d.b. Marchant, g.t. Godden, c.c. Germain-Aubrey. 2014. Georeferencing Natural History Collections: A Crash Course in Translating Locality Data into Geographic Coordinates. Presentación al Simposio del Botany meeting, Boise, Idaho, 26-30 de julio

- ---------------------, x. Liu, d.b. Marchant, c.j. Visger, d.e. Solti. 2014. Polyploidy and novelty: Gottlieb’s legacy. Phil. Trans. R. Soc. B 369, 20130351. (doi:10.1098/rstb.2013.0351)

- ---------------------. 2007. Plants, Biodiversity, and Climate Change. BioScience 57 (9): 783-786

- ---------------------. 2007. Linnaeus lives on. Nature 448 (7156): 868 - 869 SN 0028-0836 http://dx.doi.org/10.1038/448868b

- ---------------------, d.e. Soltis. 2004. The origin and diversification of angiosperms. Am. J. of Botany 91: 1614-1626

- s. Kim, v.a. Albert, m-j. Yoo, j.s. Farris, pamela s. Soltis, d.e. Soltis. 2004. Pre-angiosperm duplication of floral genes and regulatory tinkering at the base of angiosperms. Am. J. of Botany 91: 2102-2118

- j.c. Pires, k.y. Lim, a. Kovarík, r. Matyásek, a. Boyd, a.r. Leitch, i.j. Leitch, m.d. Bennett, pamela s. Soltis, d.e. Soltis. 2004. Molecular cytogenetic analysis of recently evolved Tragopogon (Asteraceae) allopolyploids reveal a karyotype that is additive of the diploid progenitors. Am. J. of Botany 91: 1022-1035

- t.j. Davies, t.g. Barraclough, m.w. Chase, pamela s. Soltis, d.e. Soltis, v. Savolainen. 2004. Darwin's abominable mystery: Insights from a supertree of the angiosperms. Proceedings of the National Academy of Sciences, USA 101: 1904-1909

- c.d. Bell, d.e. Soltis, pamela e. Soltis. 2004. The age of the Angiosperms: A molecular timescale without a clock. Evolution, 59: 1245–1258. doi: 10.1111/j.0014-3820.2005.tb01775.x

- l.p. Ronse DeCraene, pamela s. Soltis, d.e. Soltis. 2003. Evolution of floral structures in basal angiosperms. International Journal of Plant Sciences 164: S329-S363

- angiosperm phylogeny group ii. 2003. An update of the Angiosperm Phylogeny Group classification for the orders and families of flowering plants: APG II. Bot. J. of the Linnean Soc. 141: 399-436

- pamela s. Soltis, d.e. Soltis, v. Savolainen, p.r. Crane, t. Barraclough. 2002. Rate heterogeneity among lineages of land plants: integration of molecular and fossil data and evidence for molecular living fossils. Proc. of the National Academy of Sci. USA 99: 4430-4435

- m.a. Gitzendanner, pamela s. Soltis. 2000. Patterns of genetic variation in rare and widespread plant congeners: Do rare species have low levels of genetic variability? Am. J. of Botany 87: 783-792

- pamela s. Soltis, douglas e. Soltis, m.w. Chase. 1999. Angiosperm phylogeny inferred from multiple genes: A research tool for comparative biology. Nature 402: 402-404

- ---------------------, g.m. Plunkett, s.j. Novak, d.e. Soltis. 1995. Genetic variation in Tragopogon species: additional origins of the allotetraploids T. mirus and T. miscellus (Compositae). Am. J. Bot. 82: 1329– 1341 (doi:10.2307/2446255)

### Libros
- douglas e. Soltis, pamela s. Soltis. 2006. Developmental genetics of the flower. Volumen 44 de Advances in botanical research incorporating advances in plant pathology. Edición ilustrada de Academic Press, 616 pp. ISBN	0120059444 en línea

- pamela s. Soltis, douglas e. Soltis, jeff J. Doyle. 1992. Molecular systematics of plants. Editor Springer, 434 pp. ISBN 0412022419 en línea

- d.e. Soltis, pamela s. Soltis. 1990. Isozymes in plant biology. Edición ilustrada de Springer, 268 pp. ISBN 0412365006 en línea

- pamela s. Soltis. 1986. Studies of genetic variation in an introgressive complex in Clarkia (Onagraceae). Editor University of Kansas, Botany, 596 pp.

## Honores

### Membresías[6]
- 1977 - Sociedad Botánica de América, presidenta en 2006, 2007
- Sociedad Estadounidense de Taxónomos Vegetales

- La abreviatura «P.S.Soltis» se emplea para indicar a Pamela S. Soltis como autoridad en la descripción y clasificación científica de los vegetales.[7]
- Portal:Biografías. Contenido relacionado con Botánica.